# Viktor Schnitzler
Viktor Schnitzler (* 19. Juli 1862 in Nachrodt, Westfalen; † 26. Juli 1934 in Mehlem) war ein deutscher Rechtsanwalt und Mitglied des Preußischen Abgeordnetenhauses.

## Leben
Schnitzler war Sohn des Preußischen Regierungsrats und Oberrechnungsrats Robert Schnitzler aus der Kölner Bankiersfamilie Schnitzler und dessen Frau Klara geb. Schmidt. Der Kölner Bankier Karl Eduard Schnitzler war ein Großvater.
Viktor Schnitzler studierte an der Rheinischen Friedrich-Wilhelms-Universität Rechtswissenschaft und wurde 1882 Mitglied des Corps Palatia Bonn. Am 19. Juli 1888 heiratete er Ludowika von Borell du Vernay gen. Wika Andreae. Sie war die angenommene Tochter des Geheimen Kommerzienrats Otto Andreae und der Johanna geb. Steinkauler.
Viktor Schnitzler wirkte in seiner Heimatstadt als Rechtsanwalt und wurde als solcher zum Geheimen Justizrat ernannt. Als Kölner Stadtverordneter gehörte er der liberalen Fraktion an, ferner war Schnitzler 1899–1903 Mitglied des Preußischen Abgeordnetenhauses sowie Vorsitzender mehrerer kultureller Vereine. Unter anderem war er Vorsitzender der Kölner Konzertgesellschaft und es ist sowohl in Köln als auch in Bonn-Mehlem eine Straße nach ihm benannt. Sein Elternhaus stand in der Dompropst-Ketzer-Straße (heute Hotel Excelsior), die Familie V. Schnitzler lebte in Köln jedoch auf dem Kaiser-Wilhelm-Ring, Hausnummer 19. Darüber hinaus bestand als Sommerwohnung der Besitz Villa Drachenstein in Mehlem. Die Godesberger Heimatblätter schrieben über ihn und Familienangehörige, auch über seinen Vater Robert Schnitzler.
Wika und Victor Schnitzler hatten drei Kinder: Clara (1893–1981, verheiratet mit Johann David Herstatt), Olga Johanna (1890–1970, ledig) und Antonia Johanna (1889–1968). Antonia Johanna wurde unter dem Namen Tony Schnitzler bekannt. Sie hat nach ihrer Hochzeit mit dem Kunsthistoriker und Museumsleiter Otto H. Förster im Kölner Geistesleben eine beachtliche Rolle gespielt.

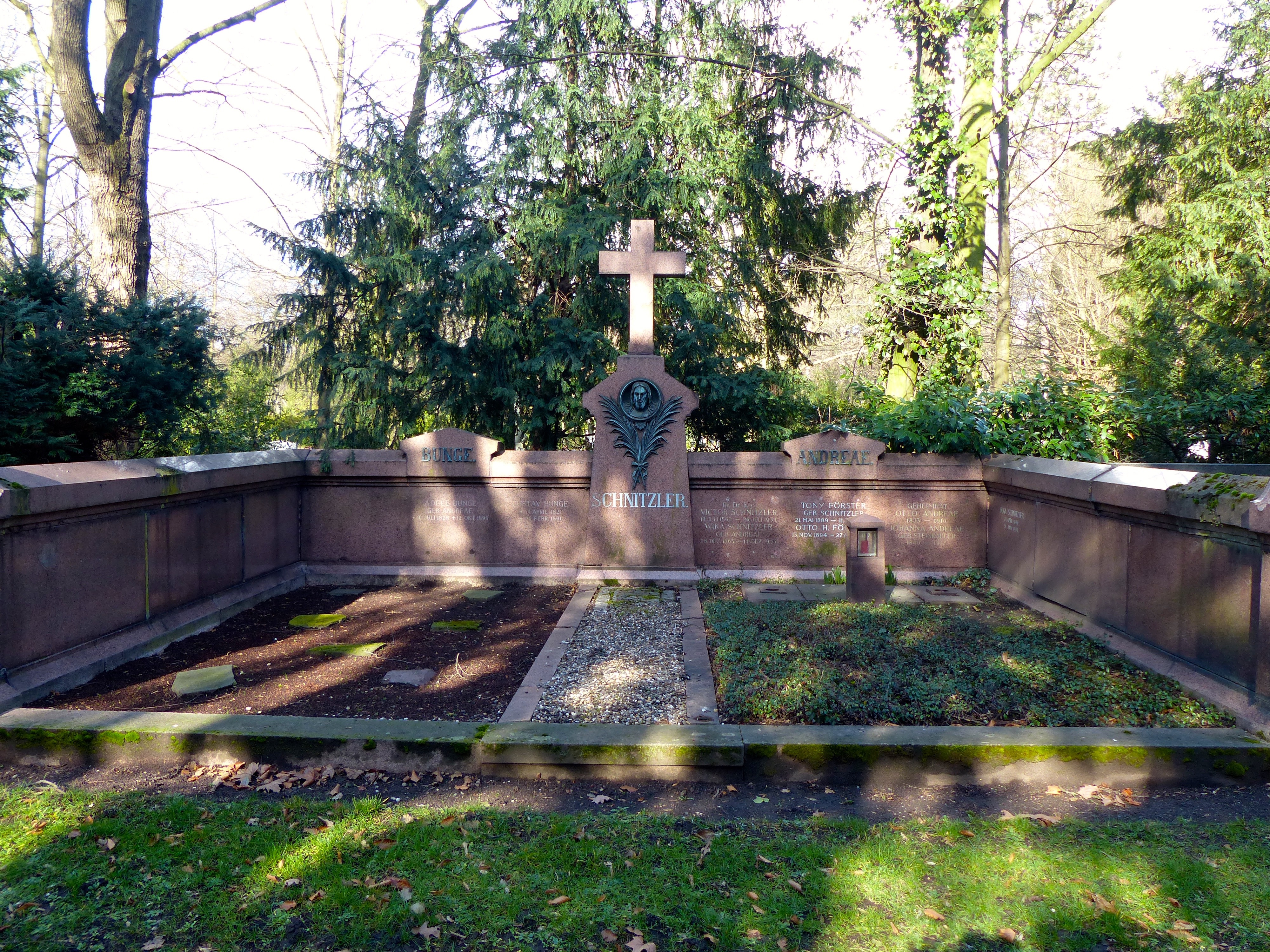
Schnitzlers Grabstätte

Begraben ist Viktor Schnitzler auf dem Kölner Melaten-Friedhof (MA 3 zwischen P und Q). Sowohl in Lindenthal (Köln) als auch in Bonn wurde Schnitzlers Wirken durch die Benennung einer Straße geehrt.